# مسابقات قهرمانی فوتبال جهان ۱۸۸۷
مسابقات قهرمانی فوتبال جهان ۱۸۸۷ یک مسابقه فوتبال دوستانه بود که در بیرمنگام، در ۲۰ فروردین ۱۲۶۶ بین برندگان جام اسکاتلند، هیبرنین، و جام حذفی انگلیس، استون ویلا برگزار شد. این بازی درواقع دیدار برگشت دو تیم پس از یک بازی دوستانه در ژانویه ۱۸۸۷ بود.
این مسابقه در بیرمنگام دیلی میل در نسخه ۷ آوریل ۱۸۸۷ آنها به عنوان «بازی بین‌المللی بزرگ» تبلیغ شد. استون ویلا بازی را ۳–۰ برد.

## بررسی بازی
در ۹ آوریل ۱۸۸۷، هیبرنین، قهرمان جام اسکاتلند، از ادینبرو، در یک مسابقه دوستانه در زمین پری بار به مصاف استون ویلا، برنده جام حذفی انگلیس رفت. هر دو طرف اخیراً جام‌های ملی مربوطه خود را در زمانی کسب کرده بودند که لیگ‌های ملی فوتبال به عنوان بهترین تیم هر کشور در نظر گرفته می‌شدند و اسپورتسمن آنها را به عنوان «باشگاه‌های قدرتمند» توصیف کرد.
استون ویلا این بازی را ۳–۰ برد و از نظر بسیاری به عنوان بهترین تیم فوتبال بریتانیا در سال ۱۸۸۷ شناخته شد و در ماه مه ۱۸۸۷ توسط پرستون هرالد به عنوان «حق و ادعای قهرمانی در جهان فوتبال برای سال» توصیف شد. تبلیغ ویلا که در بیرمنگام دیلی میل در نسخه ۷ آوریل ۱۸۸۷ آن‌ها قرار گرفت، بازی را به عنوان یک مسابقه بین‌المللی بزرگ توصیف کرد. با این حال، روزنامه‌های اسکاتلندی هرالد گلاسکو و اسکاتسمن دربارهٔ آن با جزئیات مشابه به چندین مسابقه چالشی فرامرزی دیگر در آن آخر هفته گزارش دادند، اگرچه آنها وضعیت قهرمانی شرکت کنندگان در جام را تأیید کردند. و روزنامه‌های دیگر سایر مسابقات را در تور هیبرنین در انگلستان (که شاهد شکست آنها توسط استوک و ولورهمپتون واندررز بود) به روشی مشابه پوشش دادند. داندی ایونینگ تلگراف خاطرنشان کرد که این مسابقه «مهم‌ترین» تور باشگاه‌های اسکاتلند در انگلستان در سال ۱۸۸۷ بود، زیرا بین دارندگان جام انجام شد و دوباره اعلام کرد که مسابقات به عنوان یک «بازی بین‌المللی عالی» است که «هیجان زیادی ایجاد کرد». در پری بار، حدود ۱۰٬۰۰۰ نفر به دنبال آن هستند.

### مسابقه بعدی
بعداً در سال ۱۸۸۷، هیبرنین در یک بازی دوستانه مقابل پرستون نورث اند، نیمه نهایی جام حذفی انگلیس ۱۸۸۷، پیروز شد که به عنوان «قهرمانی فوتبال انجمن جهان» نامگذاری شد.

## شرکت کنندگان
| تیم        | نحوه صعود                        |
| ---------- | -------------------------------- |
| استون ویلا | قهرمان جام حذفی انگلیس ۸۷–۱۸۸۶   |
| هیبرنین    | قهرمان جام حذفی اسکاتلند ۸۷–۱۸۸۶ |

## جزئیات بازی
| استون ویلا                       | ۳–۰   | هیبرنین |
| -------------------------------- | ----- | ------- |
| هاجتس · براون · فاگان (گل‌به‌خودی) | گزارش |         |

| استون ویلا | هیبرنین |

|    |  |               |  |
|    |  |               |  |
| GK |  | جیمی وارنر    |  |
| FB |  | فرانک کولتون  |  |
| FB |  | جوزف سیموندز  |  |
| HB |  | جان برتون     |  |
| HB |  | هری یاتس      |  |
| HB |  | فرانکی داوسون |  |
| FW |  | ریچموند دیویس |  |
| FW |  | آلبرت براون   |  |
| FW |  | آرچی هانتر    |  |
| FW |  | هاورد واوتن   |  |
| FW |  | دنیس هاجتس    |  |

|    |  |               |  |
|    |  |               |  |
| GK |  | جان توبین     |  |
| FB |  | جیمز لوندی    |  |
| FB |  | بارنی فاگان   |  |
| HB |  | پادی گالاچر   |  |
| HB |  | پیتر مک‌گین    |  |
| HB |  | جیمز مک‌لارن   |  |
| FW |  | پاتریک لافرتی |  |
| FW |  | ویلی گروفز    |  |
| FW |  | جیمز مک‌جی     |  |
| FW |  | جورج اسمیت    |  |
| FW |  | فیلیپ کلارک   |  |